# Peter Reijnders (fotograaf)
Petrus Lambertus Wilhelmus (Peter) Reijnders ('s-Hertogenbosch, 24 juli 1900 – Vught, 29 december 1974) was een Nederlandse fotograaf, cineast en uitvinder. Zijn bekendste werk is het Sprookjesbos in de Efteling.
Reijnders werd geboren als zoon van een koffie- en tabakshandelaar. Nadat hij in 1927 een film had gemaakt over zijn huwelijk met Helena Perquin, stortte hij zich op de fotografie en films. Ook deed hij diverse handige vindingen die in de smaak vielen bij de firma Philips – reden waarom het stel zich in Eindhoven vestigde.

## Cineast
Aan het begin van de jaren 30 was het 16mm-filmformaat in opkomst en sloot hij zich aan bij de Nederlandse Smalfilmliga. In de jaren daarna nam hij ook het initiatief voor het Eindhoven Journaal, een serie reportages van Eindhovense filmers over hun stad. In 1935 maakte hij Happy and Contented, voor zover bekend de eerste Nederlandse videoclip. Na de oorlogsjaren werd hem gevraagd een film te maken over de wederopbouw van Eindhoven, die in 1954 werd voltooid onder de titel In Brabant groeit een stad.

## De Efteling
Op een familiefeestje in 1951 werd Reijnders door zijn zwager, burgemeester Van der Heijden van Loon op Zand, gevraagd eens te kijken naar de mogelijkheden om het pas opgerichte Natuurpark De Efteling aantrekkelijker te maken. Hij liet zich inspireren door de tijdelijke Sprookjestuin in Eindhoven ter gelegenheid van het jubileum van Philips, en het was Reijnders die wist wie hij moest vragen voor het ontwerp: illustrator Anton Pieck. Deze was aanvankelijk terughoudend, maar liet zich uiteindelijk toch door Reijnders overtuigen.
Reijnders en Pieck zijn bepalend geweest voor het oorspronkelijke Sprookjesbos, waarbij Reijnders de vele voor die tijd revolutionaire technische snufjes voor zijn rekening nam. Hij zorgde ervoor dat door constructies met draden, motortjes, ballonnen en water alles tot leven kwam, zonder dat de techniek voor de bezoekers zichtbaar was. Zijn techniek is bepalend geweest voor de muzikale Paddenstoelen, Doornroosje, de Vliegende Fakir en Ezeltje Strekje. Maar het is vooral zijn kinderpsychologie geweest die bepalend is geweest als succesfactor van het park.
Samen met Henk Knuivers bedacht en maakte Reijnders Holle Bolle Gijs. Zijn laatste bijdrage aan het park is het sprookje De Indische Waterlelies uit 1966. Om het sprookje te mogen realiseren, kreeg hij de persoonlijke goedkeuring van koningin Fabiola.
In 1972 was Reijnders voor het laatst in de Efteling toen het park de Pomme d'Or, de hoogste onderscheiding op toeristisch gebied, ontving.

## Filmografie
Reijnders maakte minstens 58 films, hieronder een selectie van noemenswaardige titels.
- Onze 'T'-Rouwdag (1927)
- Camera Avontuur (1933), 1e prijs Nationale Kinowedstrijd, 2e prijs Concours International
- Stormy Weather (1934), 1e prijs Nationale Kinowedstrijd, prijs in Boedapest
- Ships that pass in the night (1935), 1e prijs Nationale Kinowedstrijd
- Eindhoven Journaal (1935)
- Happy and Contented (1935)
- Thriller (1937), 1e prijs Nationale Kinowedstrijd
- Bevrijding Eindhoven (1944)
- Het Meisje en de Pop (1947)
- In Brabant groeit een Stad (1947-1954)
- Officiële Opening Van Doorne's Automobielfabriek (1950)
- De Efteling in het Hart van Brabant (1956/1958 en 1971)
- Beginjaren TH Eindhoven (1956-1958)